# My Life in the Bush of Ghosts
My Life in the Bush of Ghosts är ett musikalbum av Brian Eno och David Byrne. Albumet släpptes i februari 1981 på Sire Records och är döpt efter en roman med samma namn av Amos Tutuola som utkom 1954.

## Låtlista

### Original LP (1981)
1. "America Is Waiting" - 3:36
2. "Mea Culpa" - 3:35
3. "Regiment" - 3:56
4. "Help Me Somebody" - 4:18
5. "The Jezebel Spirit" - 4:55
6. "Qu'ran" - 3:46
7. "Moonlight in Glory" - 4:19
8. "The Carrier" - 3:30
9. "A Secret Life" - 2:30
10. "Come With Us" - 2:38
11. "Mountain of Needles" - 2:35

I den andra utgåvan från 1982 var låten "Qu'ran", som innehöll samplade uppläsningar av Koranen, borttagen på begäran av The Islamic Council of Great Britain. Istället var låten "Very, Very Hungry" ( B-sidan på "The Jezebel Spirit" 12" EP:n) med. Den första CD-utgåvan (1986) innehöll båda låtarna varav "Very, Very Hungry" var ett bonusspår. I senare CD-utgåvor (1990 och senare) är låten "Qu'ran" borttagen.

## Medverkande
- Brian Eno, David Byrne - Gitarr, bas, synthesizer, trummor
- John Cooksey, Chris Frantz, David Van Tieghem - Trummor
- Jose Rossy - Congas, gong-gong
- Steve Scales - Congas
- Busta Jones, Bill Laswell, Tim Wright - Bas